# Stonoha obrovská
Stonoha obrovská (Scolopendra gigantea) je druh stonožky žijící v pralesích tropické Jižní Ameriky a na antilských ostrovech. Dosahuje délky 25 až 30 centimetrů.

## Popis
Tělo je zploštělé, na hřbetě hnědě až černě zbarvené. Je děleno na 21–23 článků, každý z nich má jeden pár končetin, které jsou jasně žlutě zbarveny, stejně jako břicho (aposematismus). Přední pár nohou je přeměněn v kusadla, opatřená jedovými žlázami. Poslední pár končetin je výrazně delší než ostatní a neslouží k pohybu, ale k obraně nebo uchopení kořisti. Hlava je kryta chitinovým štítem a je opatřena párem tykadel. Zrak má stonoha slabý a orientuje se převážně pomocí chemoreceptorů.
Stonoha žije samotářsky, aktivní je převážně v noci. Je dravá, pohybuje se velmi rychle a také obratně šplhá. Loví hmyz, ještěrky, ale i drobné ptáky a savce. V jeskyních se dokáže zavěsit ke stropu a chytat netopýry v letu. Je velmi agresivní, její kousnutí je bolestivé a způsobuje několikadenní nevolnost a horečku, pro zdravého dospělého člověka však nebývá smrtelné. Menší živočichy však dokáže spolehlivě usmrtit.